# Julie Kavner
Julie Deborah Kavner (Los Angeles, 1950. szeptember 7.) kétszeres Primetime Emmy-díjas amerikai színésznő, humorista. Legismertebb Marge Simpson szinkronhangjaként ismert. További ismert szerepe Brenda Morgenstern a Rhoda című vígjátéksorozatban. A Simpson családban egyéb szereplőket is megszólaltat, például Marge anyját, Jacqueline Bouvier-t, illetve nővéreit, Pattyt és Selmát.
Első szerepe Brenda Morgenstern volt a Rhoda sorozatban. 1987-től a The Tracey Ullman Show-ban szerepelt. A Tracey Ullman Show-ban egy animált rövidfilmsorozat is látható volt, amely egy diszfunkcionális családról szólt. A producerek Kavnert kérték fel, hogy szinkronizálja Marge-ot. A rövidfilmek később a Simpson család sorozattá nőtték ki magukat.
A filmvásznon általában "szerethető, szimpatikus és vicces" nőket alakít.

## Életpályája
1950. szeptember 7-én született Los Angelesben, Rose és David Kavner második lányaként. Dél-Kaliforniában nőtt fel. Elmondása szerint azért kezdett színészkedni, mert "semmi mást nem akart csinálni". A Beverly Hills High Schoolban tanult, ahol sikertelenül jelentkezett különféle meghallgatásokra. Ezután a San Diego State Universityn tanult; 1971-ben diplomázott. Ezután a UCLA School of the Arts and Architecture iskolában volt gépírónő.

## Magánélete
Zsidó származású. Dél-Kaliforniában nevelkedett, de később Manhattanbe költözött. Nagyon zárkózott, ritkán jelenik meg a nagyközönség soraiban, és visszautasítja a fényképezést. Férje David Davis producer. Lelkes sportoló. Peszketáriánus.

## Filmjei
- Rhoda (1974-1978)
- Katherine (1975)
- Petrocelli (1975)
- Taxi (1980)
- Bolond mozi mozibolondoknak (1982)
- Dokiakadémia (1985)
- Hannah és nővérei (1986)
- A rádió aranykora (1987)
- Add meg magad (1987)
- New York-i történetek (1989)
- A Simpson család (1989-2024)
- Alice (1990)
- Ébredések (1990)
- Árnyak és köd (1991)
- Sesame Street (1991-1992)
- Ez az életem (1992)
- Bármit megteszek (1994)
- Semmi pánik (1994)
- Felejtsd el Párizst! (1995)
- Jake női (1996)
- Tracey Takes On (1996-1999)
- Agyament Harry (1997)
- Dr. Dolittle (1998)
- Séta a Holdon (1999)
- A csábítás elmélete (2001)
- Az oroszlánkirály 3. – Hakuna Matata (2004)
- Terhes örökség (2004)
- Távkapcs (2006)
- A Simpson család – A film (2007)